# Dumbo-Ratte

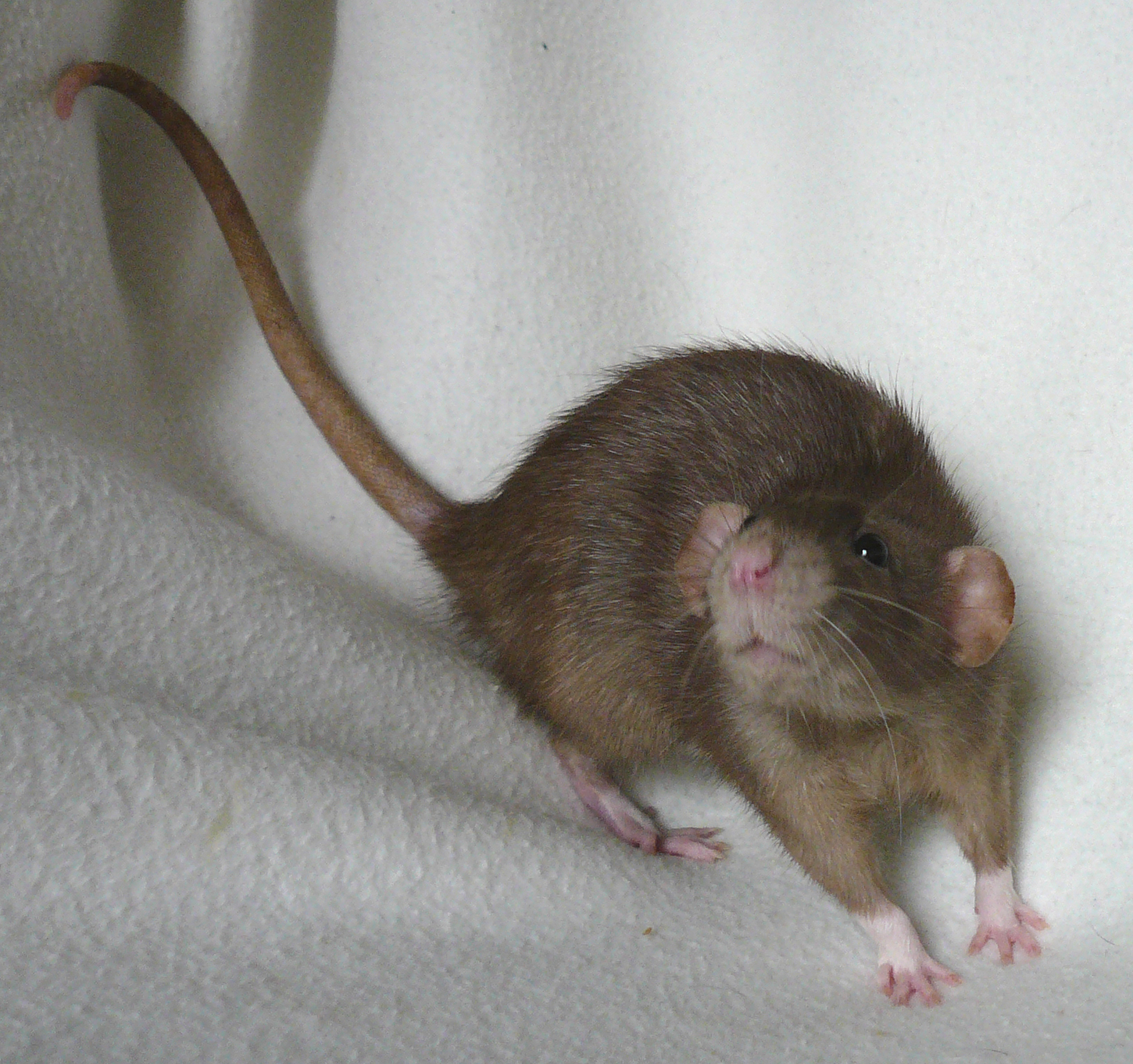
Dumboratte in der Zuchtfarbe Mink Self

Die Dumbo-Ratte ist eine Zuchtform der domestizierten Farbratte (Rattus norvegicus forma domestica). Ihren Namen verdankt sie der Disney-Figur Dumbo, die wie sie besonders ausgeprägte Ohren hat.

## Merkmale
Bei der Dumbo-Ratte stehen die Ohren des Tieres nicht nach oben, wie bei gewöhnlichen Ratten, sondern sitzen seitlich am Kopf und sind meistens nicht so stark gefaltet wie bei der Nominatform. Durch die anatomisch versetzten Ohren kommen die stark ausgeprägten Nackenmuskeln zum Vorschein, was den gesamten Kopf breiter erscheinen lässt. Das Ohrloch befindet sich jedoch bei Dumbo-Ratten an derselben Schädelstelle wie bei Farbratten mit Standardohren. Im Idealfall ist der Kopf kleiner als bei gewöhnlichen Farbratten.

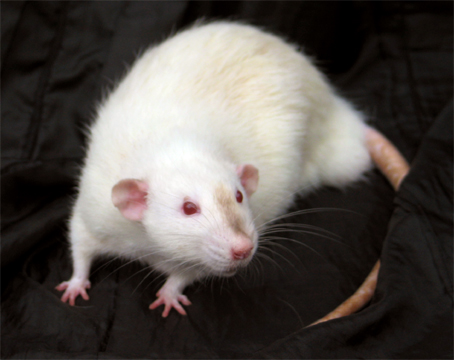
Siam Zuchtform

Dumbo-Ratten gelten bei einigen Züchtern und Haltern als die ruhigeren Rudelmitglieder, die schnell zahm würden und sich ganz normal in Rattenbestände integrieren ließen. Dies ist ein Trugschluss, ebenso wie die Behauptung, Ratten bestimmter Farbschläge seien besonders freundlich/aggressiv/menschenbezogen etc. Dumbo-Ratten weisen dieselben Charaktermerkmale auf wie andere Farbratten auch, so dass es aus Verhaltenssicht keinerlei Anlass gibt, Dumbo-Ratten anderen Ratten vorzuziehen.
Sie können in allen Farben und Zeichnungen, sowie mit Rex-, Satin-, Velveteen- oder Harley-Fell auftreten, auch Fuzz- und Nacktformen sind möglich. Dumbo-Ratten sind in der Haltung, Fütterung und Zähmung ebenso zu handhaben wie normale Farbratten.

## Herkunft
Wie alle Farbratten, stammt auch die Dumbo-Ratte ursprünglich von der Wanderratte (Rattus norvegicus) ab. Seit dem 19. Jahrhundert werden Ratten zu unterschiedlichen Zwecken vom Menschen gezüchtet, sei es für Rattenkämpfe mit Hunden oder als Versuchstiere. Durch selektive Farbauswahl haben sich unterschiedliche Farb- und Zeichnungskombinationen bei den Farbratten durchgesetzt.

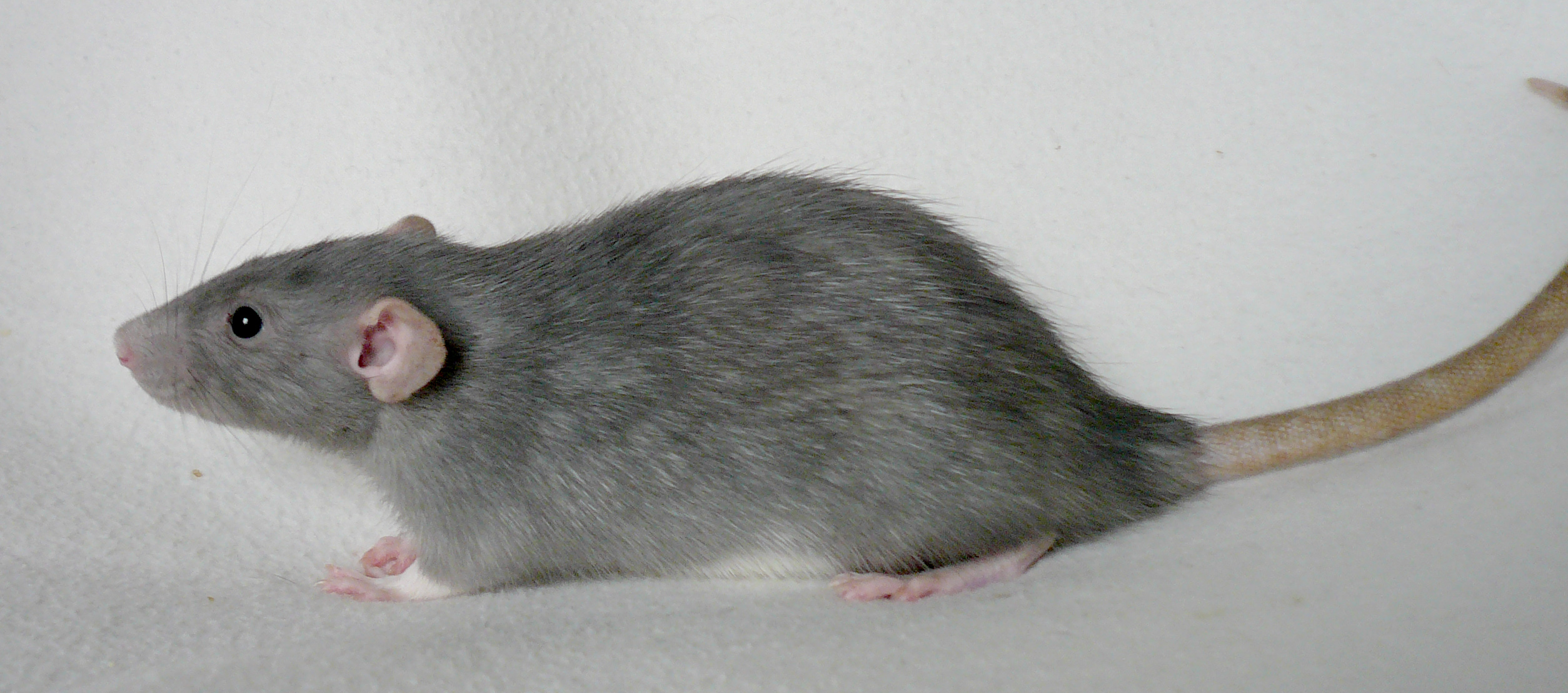
Profil einer Dumbo-Ratte

Zum ersten Mal dokumentiert wurde eine durch eine spontane Mutation entstandene Dumbo-Ratte in Kalifornien im Jahre 1991. Durch gezielte Zucht gelang es, das rezessive Gen [du/du] weiter zu vererben und dieses Gen auf Farbratten zu übertragen. Nachdem Dumbo-Ratten in den USA, Australien, Großbritannien, Tschechien und Holland sich großer Beliebtheit erfreuten, haben auch die deutschen Rattenzüchter die Dumbo-Ratte eingeführt und weiter gezüchtet.

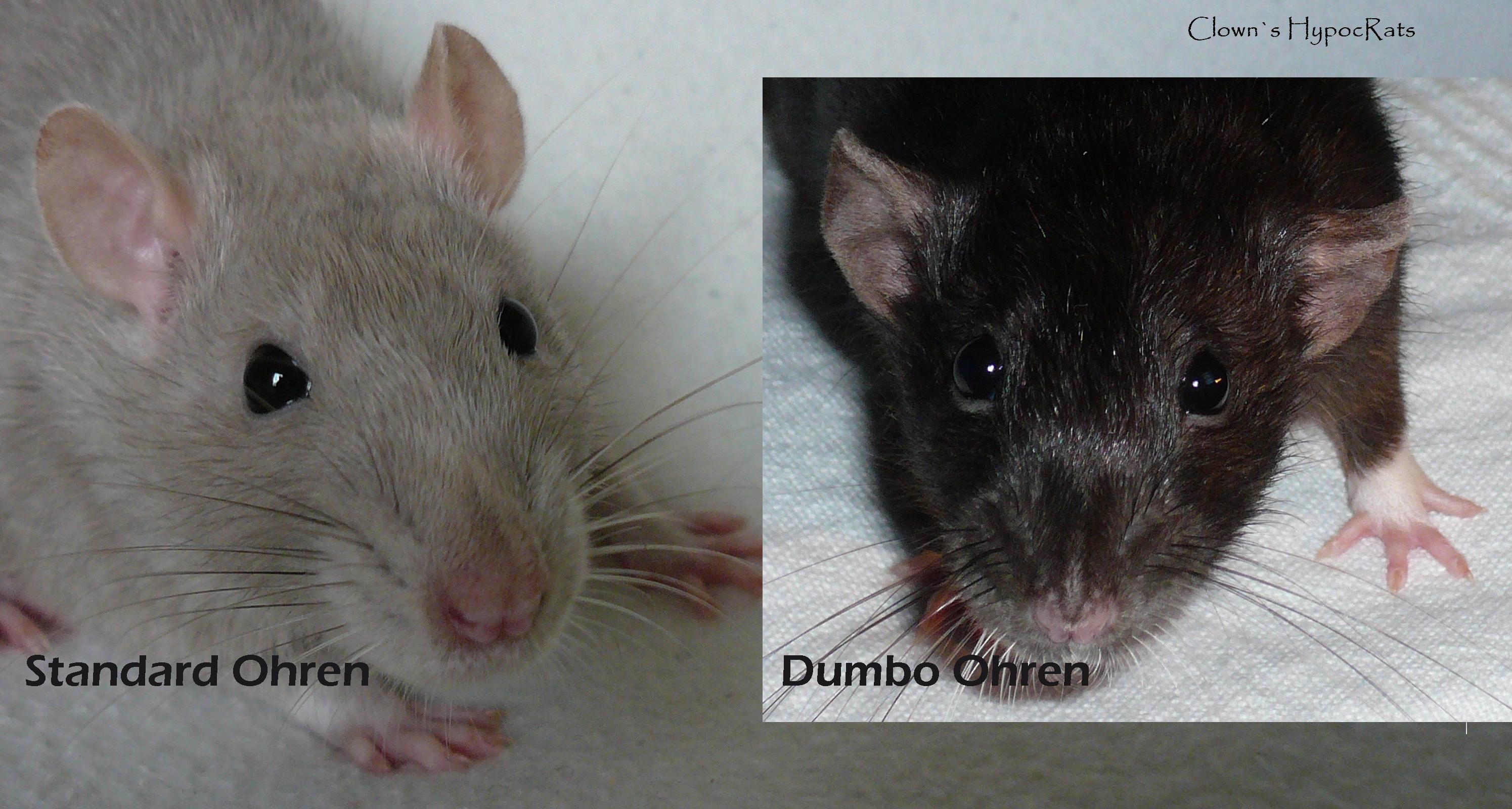
Vergleich der Ohren einer Dumbo-Ratte mit einer Standardzucht

Nach der Einfuhr nach Deutschland entstanden Gerüchte über einen Gendefekt bei den Dumbo-Ratten, so dass der Vorwurf der Qualzucht erhoben wurde. Angeblich sollen diese Tiere eine verkrüppelte und verknorpelte Nacken-Kopf-Partie und Orientierungsschwierigkeiten haben und taub sein. Bislang konnte keiner der Vorwürfe wissenschaftlich bestätigt werden, jedoch auch für das Gegenteil wurden bislang keine schlüssigen Beweise erbracht. Nach Ansicht vieler Züchter (die jedoch, das muss bei der Argumentation mitberücksichtigt werden, auch ein Interesse am Absatz der eigenen Nachzuchten haben) handelt es sich bei dem Dumbo-Gen nicht um eine Qualzucht, da fast alle Dumbo-Ratten keine der genannten Symptome aufweisen. Bezogen auf die Frage der Taubheit wird argumentiert, dass auf Grund einer gleichen Anzahl bei Farbratten mit normalen Ohren kein Indiz dafür vorhanden ist, dass Taubheit auf einem Gendefekt beruht.